# Corbridge
Corbridge es una localidad inglesa del condado de Northumberland, en el Reino Unido.

## Geografía
Está ubicada al este de Hexham y pertenece al condado de Northumberland, en Inglaterra. Se encuentra en la orilla norte del río Tyne. Su nombre provendría del pequeño río Cor, un afluente del Tyne.

## Historia
Durante mucho tiempo estuvo representada en el Parlamento. En 1138 David de Escocia la convirtió en su centro de operaciones militares. La localidad, que habría sido saqueada por Wallace en 1296, por Bruce en 1312 y por David II en 1346, perdió importancia con el paso del tiempo. A comienzos del siglo XX, en 1901, tenía contabilizada una población de 1647 habitantes.

## Patrimonio

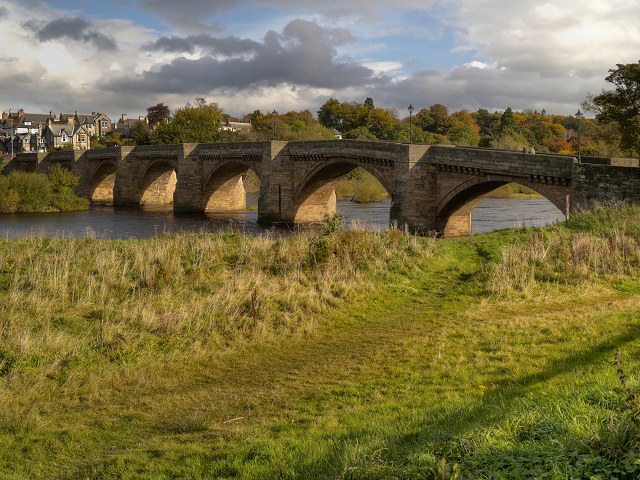
Puente sobre el río Tyne

En la localidad hay un puente que cruza el río Tyne. Tiene siete arcos y su construcción se remontaría a la segunda mitad del siglo XVII. Hay también una torre cuadrada, además de una iglesia dedicada a San Andrés. En los alrededores se encuentra la antigua ciudad romana de Corstopitum, Coria o Corchester, de donde se han obtenido valiosos restos arqueológicos.